# Argyrophora trofoniata
Argyrophora trofoniata är en fjärilsart som beskrevs av Achille Guenée 1858. Argyrophora trofoniata ingår i släktet Argyrophora och familjen mätare. Inga underarter finns listade i Catalogue of Life.